# Reshep
Reshep ou Rashap (Rešep(h), Rašap) est un dieu du Levant antique lié au monde infernal, à la guerre et aux épidémies.
Il a pour équivalent mésopotamien le dieu Nergal.
Dans la mythologie égyptienne, Reshep est un dieu venu du pays des Cananéens. Dieu belliqueux, il porte une lance. Son culte est introduit comme ceux de ses compatriotes divins (c'est-à-dire Qadesh, Astarté, Baal,...) à partir du Nouvel Empire. Il est adoré, entre autres, à Memphis et à Deir el-Médineh.